# Kilibain
Kilibain ist ein osttimoresischer Ort in der Aldeia Meguir (Suco Aidabaleten, Verwaltungsamt Atabae, Gemeinde Bobonaro). Er liegt in einer Meereshöhe von 24 m.
Der Weiler Kilibain befindet sich im Südosten der Aldeia, westlich von der nördlichen Küstenstraße, die hier etwas landeinwärts jenseits des Küstengebirges verläuft. Östlich von Kilibain liegt der Weiler Melelaram.